# Ion Dragalina
Ion Dragalina (ur. 16 grudnia 1860 w Caransebeș, zm. 9 listopada 1916 w Bukareszcie) – generał armii rumuńskiej.

## Życiorys
Urodził się w Caransebeș, w czasie kiedy miasto to należało do Austro-Węgier. Był synem Alexandru Dragaliny, oficera armii austro-węgierskiej i Marty Lazaroni. Ukończył szkołę wojskową w rodzinnej miejscowości, a następnie kształcił się w Timișoarze i w Akademii Wojennej w Wiedniu. W 1887 przekroczył nielegalnie granicę i wstąpił do armii rumuńskiej. W latach 1908–1911 w stopniu podpułkownika pełnił funkcję komendanta szkoły dla oficerów piechoty w Bukareszcie.
W 1916, tuż przed przystąpieniem Rumunii do wojny po stronie Ententy został mianowany dowódcą 1 dywizji piechoty, stacjonującej w Drobeta-Turnu Severin. W sierpniu 1916 dowodzona przez niego dywizja przyjęła na siebie główny ciężar ataku nieprzyjaciela w rejonie doliny rzeki Cerna i w pobliżu miasta Orszowa. 24 października Dragalina, już w stopniu generała otrzymał przydział na dowódcę 1 armii rumuńskiej, która miała zatrzymać ofensywę niemiecką w dolinie rzeki Jiu.

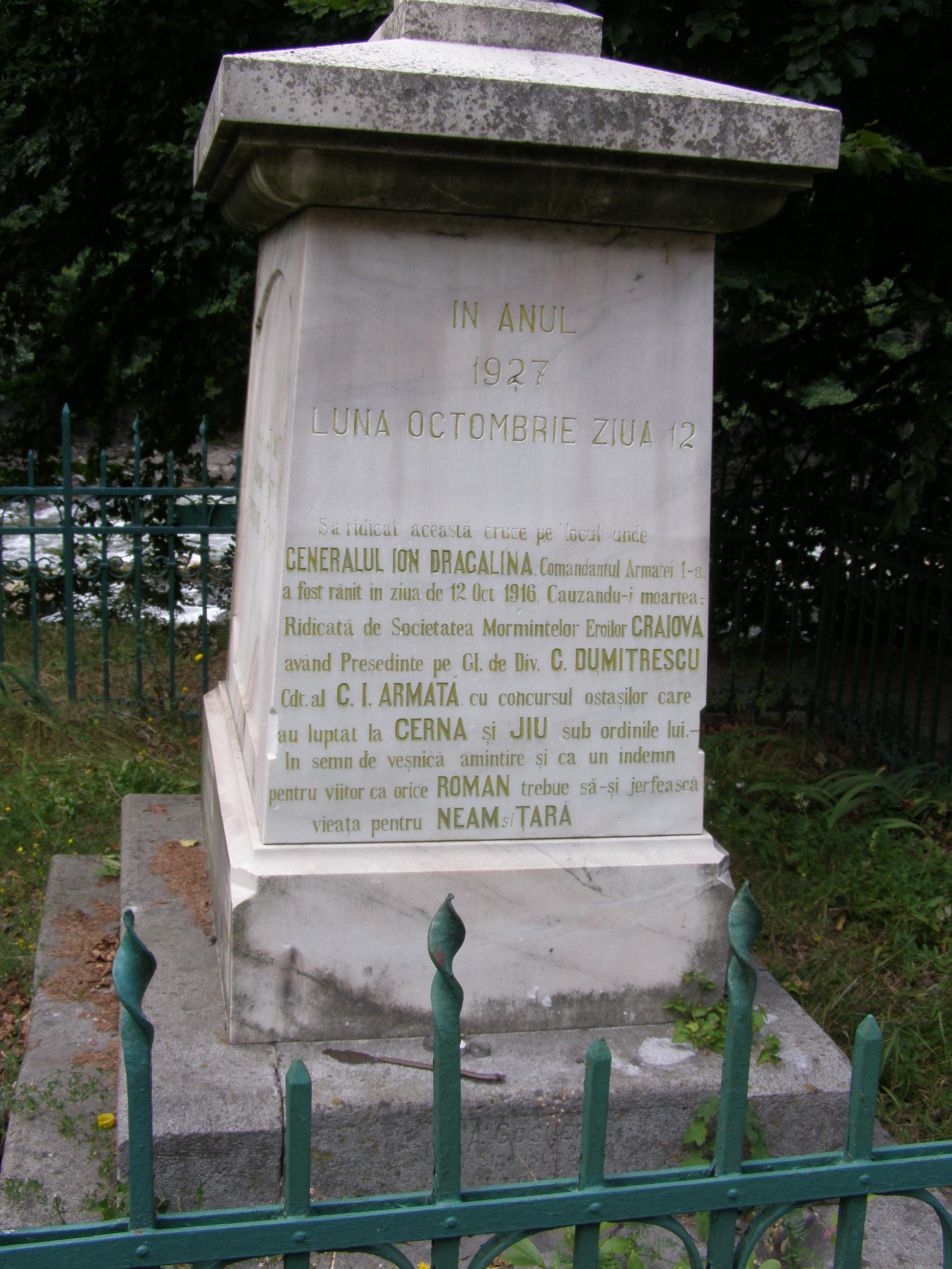
Pomnik w Valea Jiului, w miejscu ostatniej bitwy gen. Dragaliny

25 października 1916, kiedy dokonywał inspekcji oddziałów pomiędzy Bumbești-Jiu i Lainici jego samochód wpadł w niemiecką zasadzkę. Ciężko ranny w prawą rękę został ewakuowany do Târgu Jiu, a następnie do Bukaresztu, gdzie w wyniku zbyt późno przeprowadzonej operacji zmarł.
Był odznaczony Orderem Michała Walecznego i Orderem Gwiazdy Rumunii.
Był żonaty (żona Elena). Jednym z sześciorga jego dzieci był późniejszy generał armii rumuńskiej, Corneliu Dragalina.

## Pamięć
W 1943 w Caransebeș odsłonięto pomnik Iona Dragaliny dłuta Mihaia Onofrei. W Lugoj znajduje się popiersie generała dłuta Spiridona Georgescu.